# Loxostegopsis
Loxostegopsis és un gènere d'arnes de la família Crambidae.

## Taxonomia
- Loxostegopsis curialis Barnes & McDunnough, 1918
- Loxostegopsis emigralis (Barnes & McDunnough, 1918)
- Loxostegopsis merrickalis (Barnes & McDunnough, 1918)
- Loxostegopsis polle Dyar, 1917
- Loxostegopsis xanthocepsalis (Hampson, 1918)
- Loxostegopsis xanthocrypta